# Distrito de Barranca
El distrito de Barranca es uno de los cinco que conforman la provincia de Barranca, ubicada en el departamento de Lima en la costa central del Perú. Se encuentra dentro de la circunscripción del Gobierno Regional de Lima. Limita por el norte con el distrito de Pativilca; por el este con el departamento de Ancash; por el sur con los distritos de Supe y Supe Puerto; y, por el oeste con el océano Pacífico.

## Historia
En la época preincaica, esta localidad era llamada “Guamanmayo” que en quechua significa “Gavilán del río”. Sobre el particular, el cronista español Pedro Cieza de León, a su paso por la localidad, en 1547 lo llamó “Valle de Guamánque” que en castellano quiere decir “Río del Halcón”
La tradición cuenta que el antiguo pueblo estuvo situado entre los fundos de Potao y el Molino, a lo largo del camino incaico, en cuya vera se encontraba el Tambo Real, servido por los naturales, anota el gobernador Vaca de Castro en 1543. Los conquistadores lo rebautizaron con el nombre de San Ildefonso de Barranca, por la asistencia de numerosos barrancos que se descuelgan sobre las riberas del río Pativilca.
Durante la colonia se le conocía con el nombre de “Kananka”. La palabra Barranca tiene su origen en una corrupción de este vocablo, perteneciente al idioma Yunca que se hablaba en la zona, al idioma español. El significado de “Karanka” es “Ciudad o Dominio”. El río de Pativilca también llevó el nombre de Karanka.
El Municipio de Barranca fue creado en el año 1823. Siendo su primer alcalde Pío Dávila y su primer alcalde distrital Luis Seminario Murillo. Años más tarde durante el primer gobierno de Augusto B. Leguía se eleva a categoría de villa el pueblo de Barranca, capital del distrito, mediante la Ley No.1130
Hasta 1984 formaba parte de la provincia de Chancay (hoy Provincia de Huaura).
El 5 de octubre de 1984 se crea la Provincia de Barranca con 5 distritos adjuntos a este.  
En el año 2003 se desarrolló, a nivel nacional, una huelga nacional indefinida de maestros (SUTEP), trabajadores del poder judicial y agricultores. Ante la contundencia de estas medidas y de la probable entrada a la huelga de las enfermeras de ESSALUD (clínicas del Estado) y la policía nacional, el presidente Alejandro Toledo declara al país en estado de emergencia.
Agricultores y maestros, desafiando el estado de emergencia, en el que se recortan las libertades ciudadanas, bloquean el Puente Bolívar, que cruza el río Pativilca y que separa los distritos de Barranca y Pativilca. Aproximadamente a las 3 de la tarde helicópteros del Ejército sobrevuelan la zona. A las 4 p. m. un contingente de soldados aterriza sobre el puente y abre fuego contra la población indefensa (aproximadamente 2.000 personas entre agricultores y maestros).

## Autoridades

### Municipales
- 2023 - 2026[3]
  - Alcalde: Luis Emilio Ueno Samanamud (Movimiento Regional Unidad Cívica Lima)
  - Regidores:

  1. Roberto Carlos Pozo Lomas (Movimiento Regional Unidad Cívica Lima)
  2. Nelly Doris Espinoza Ramos (Movimiento Regional Unidad Cívica Lima)
  3. Edwin Michelle Girio Changanaqui  (Movimiento Regional Unidad Cívica Lima)
  4. Mary Isabel Byrne Moreyra (Movimiento Regional Unidad Cívica Lima)
  5. Miro Vladimir Chávez Orbegozo (Movimiento Regional Unidad Cívica Lima)
  6. Chirley Fiorela Castillo Aguilar (Movimiento Regional Unidad Cívica Lima)
  7. Merlin Feliciano Sánchez Salazar (Movimiento Regional Unidad Cívica Lima)
  8. Michael Richard Montes Valenzuela (Movimiento Regional Patria Joven)
  9. Gioconda Marcela Vilchez López (Movimiento Regional Patria Joven)
  10. José Luis Cornejo Guille  (Partido Político Podemos Perú)
  11. Ramón Wilfredo Ramirez Oropeza (Partido Político Somos Perú)

### Policiales
- Comisario: PNP